# The Stenographer
The Stenographer è un cortometraggio muto del 1914. Non si conosce il nome del regista del film prodotto dalla Edison.
Primo dei cortometraggi Edison a un rullo della serieThe Girl Who Earns Her Own Living.

## Produzione
Il film fu prodotto dalla Edison Company.

## Distribuzione
Distribuito dalla General Film Company, il film - un cortometraggio in una bobina - uscì nelle sale cinematografiche degli Stati Uniti il 12 dicembre 1914.